# سالارآباد (منوجان)
سالارآباد، روستایی از توابع بخش آسمینون شهرستان منوجان در استان کرمان ایران است.

## جمعیت
این روستا در دهستان نودژ قرار دارد و براساس سرشماری عمومی نفوس و مسکن در سال ۱۳۹۵، جمعیت آن برابر با ۴۶۶ نفر (۱۴۵ خانوار) بوده‌است.